# Berehovo

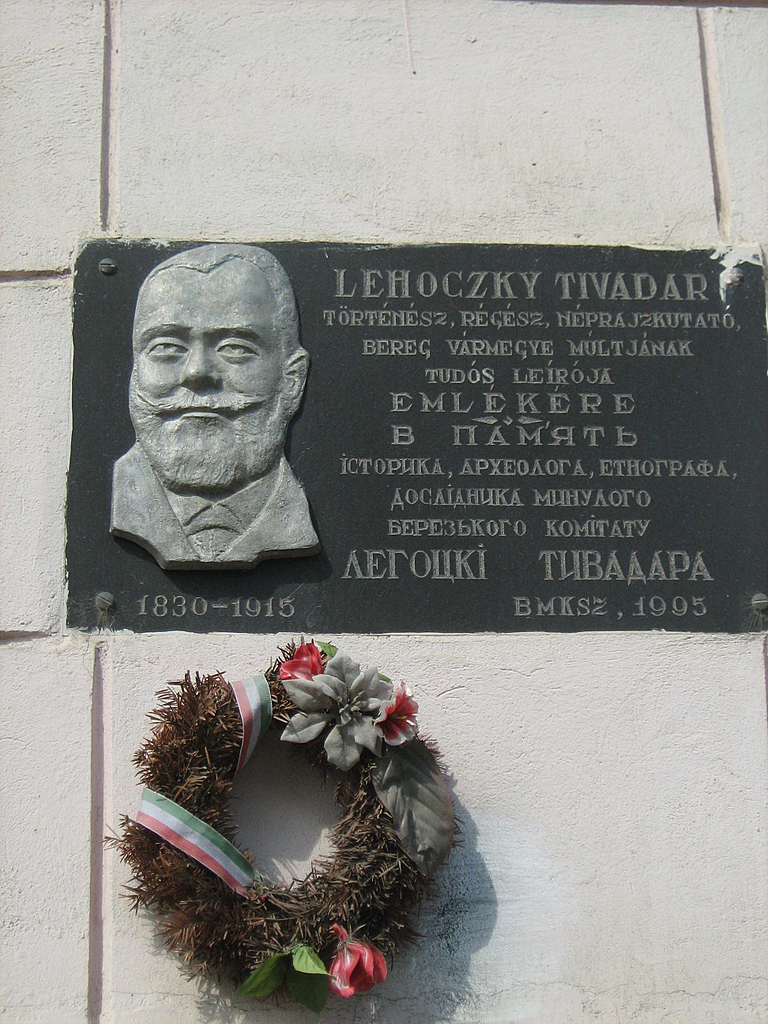
Pamětní deska Tivadaru Lehoczkému

Berehovo (ukrajinsky Берегове, Berehove, maďarsky Beregszász, rusínsky Берегово, Berehovo, rumunsky Bereg, rusky Берегово, Beregovo, v jidiš בערעגסאז‎, německy Bergsaß) je město v Zakarpatské oblasti na západní Ukrajině, 5 km od hranice s Maďarskem. V roce 2022 zde žilo 23 325 obyvatel, převážně Maďarů (48,1 % obyvatel), Rusínů, Ukrajinců a Romů. Město je vnímáno jako neformální centrum maďarské menšiny na Ukrajině.
Město je centrem Berehovského okresu. Je zde také centrum Městské komunity Berehovo, do které patří např. Kiďoš nebo Četfalva.
V době Uherského království bylo sídlem župy Bereg. V letech 1918–1938, po rozpadu Rakouska-Uherska, bylo město součástí Československa.

## Poloha
Město leží v podkarpatské nížině, na západním výběžku Berehovské nížiny nad kanálem Verke, který dělí město na pravobřežní a levobřežní část. Nachází se asi pět kilometrů od hraničního přechodu s Maďarskem Astej (Asztély) – Beregsurány a 70 km jihovýchodně od Užhorodu. Vodní kanál Verke spojuje řeky Boržavy a Latorici.

## Historie

### Nejstarší dějiny a středověk
Oblast okolí dnešního města byla osídlena zcela nepochybně již v době kamenné, což dokládají různé nálezy z okolních archeologických průzkumů, které probíhají od 19. století (ještě v době existence Zalitavska je inicioval Tivadar Lehoczky. V době stěhování národů se zde střídali Sarmati, Gótové, Hunové, Avaři a Keltové. V roce 1708 tvrdil protestantský kněz Ferenc Pápai Páriz, že se zde nacházela v období antiky římská osada s názvem Peregium, nicméně toto tvrzení nebylo nikdy dalšími nálezy potvrzeno.
V 9. století se předpokládá, že do této lokality přišli předchůdci současných Maďarů. V roce 1845 byl pří výstavbě mostu přes kanál Verke objeven prastarý hrob nejstarších uherských bojovníků. Kromě toho se z nejstarších období maďarských dějin nedochovalo v této lokalitě téměř nic. Sídlo bylo totiž nejspíše velmi brzy zastíněno nedalekým boržavským hradem a okolo něj vznikajícím podhradím. První písemná zmínka je o osadě s názvem Villa Lamperti pochází z roku 1063. Zakladatelem byl vévoda Lampert, nejmladší syn uherského krále Bély I. a bratr Ladislava I. Svatého. V roce 1142 král Gejza II. osídlil osadu saskými osadníky a obec byla nazývána Szász, Lamperthszász. Do moderní maďarštiny byl název přejat jako Lampertháza. V letech 1240–1241 po nájezdech Tatarů byla obec zničena.
Pro jeho obnovení udělil král Béla IV. v roce 1247 právo pořádat v sobotu trhy. Od roku 1271 se stalo Lamperthszász centrem berežského komitátu (župy). V roce 1342 potom Berehovo získalo statut královského města a četná privilegia. Roku 1248 je připomínáno opět, tentokrát pod názvem Beregzaza. V roce 1396 bylo město darováno králem Zikmundem Lucemburským podolskému knížeti Korjatovyčovi a tím se stalo součástí mukačevského hradního panství. Dosídlili se sem Němci, kteří zde založili tradici pěstování vína a těžby zlata.

### Moderní doba
V roce 1504 se poprvé objevuje název Beregszász. V roce 1514 zde došlo k povstání. Sídlo bylo opět zničeno nájezdy Turků v roce 1566, polskými vojsky v roce 1657 a habsburskými vojsky v roce 1686. Roku 1649 zde žilo jen 353 osob. V první polovině 17. století byl vlastníkem sídla Jiří I. Rákóczi a jeho žena Zsuzsanna Lorántffyová. Roku 1660 jej získal rod Báthoryů; o dvacet let později potom Helena Zrínská a potom její druhý manžel Imre Thököly.
Dne 22. května 1703 na náměstí Tamás Esze vyhlásil protihabsburské povstání. Rákóczi zde o nějakou dobu později povolal šlechtu do zbraní proti císaři. Po potlačení těchto různých vzpour císař Karel VI. Habsburský zkonfiskoval město včetně majetků rodiny Rákócziho a předal jej v roce 1728 rodu Schönborn. Ti se jali dalšího rozvoje Berehova. Např. již v 30. letech 18. století zde byl postaven nový župní dům. V letech 1787 až 1788 město zachvátil velký hlad.
V roce 1846 navštívil Berehovo István Széchenyi, který cestoval po celé oblasti tehdejších severovýchodních Uher, resp. horního toku řeky Tisy. Dohlížel zde na regulaci řeky, která měla zabránit různým katastrofálním povodním. V Berehovu byl přivítán davem lidí. Jeho návštěvu připomíná od roku 1991 pamětní deska.
Během revolučních let 1848 až 1849 se přes Berehovo stahovala ruská carská armáda. Roku 1857 zde žilo již přes tři a půl tisíce lidí.
Na mapě tzv. Stabilního katastru se město objevuje ještě se starším názvem v podobě Bereghszáz. Město tvořilo jen několik málo ulic. Střed Berehova se tehdy nacházel v prostoru dnešního Náměstí hrdinů, které nicméně tehdy ještě neexistovalo a na jeho místě stál jen blok domů. Ve městě již existoval most přes potok s názvem Verke.
Administrativní reformou po rakousko-uherském vyrovnání se město stalo centrem okresu (maďarsky jarás) a roku 1869 získalo svoji samosprávu. V závěru století zde vznikl nový župní palác podle projektu Miklóse Ybla, dále byly postaveny dvě likérky a parní mlýn, v letech 1897 tu byla otevřena cihelna. O rok později byla budována také elektrárna. Roku 1888 zde začala být v provozu škola, která byla o několik let později reorganizována jako gymnázium.

### 20. století
Místní radnice byla dokončena roku 1909 a jejím architektem byl Ferenc Jablonszky. I přes pokrok však bylo Berehovo odlehlejším uherským sídlem a zaostávalo za centrálními částmi Zalitavska. Podle dat posledního rakousko-uherského sčítání lidu zde bylo zjištěno obyvatelstvo především maďarské národnosti (s malou rusínskou menšinou). Z hlediska náboženského bylo velmi heterogenní. Zastoupeni byli katolíci, protestanti, pravoslavní i Židé.

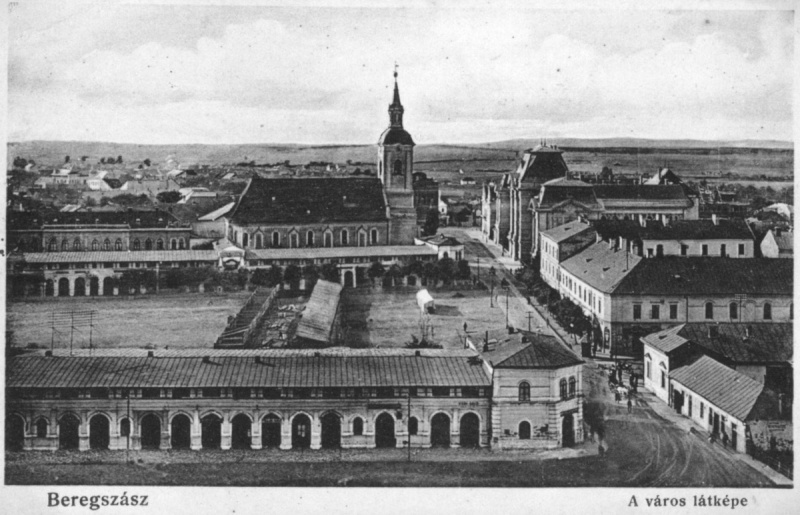
Město na staré maďarské pohlednici.

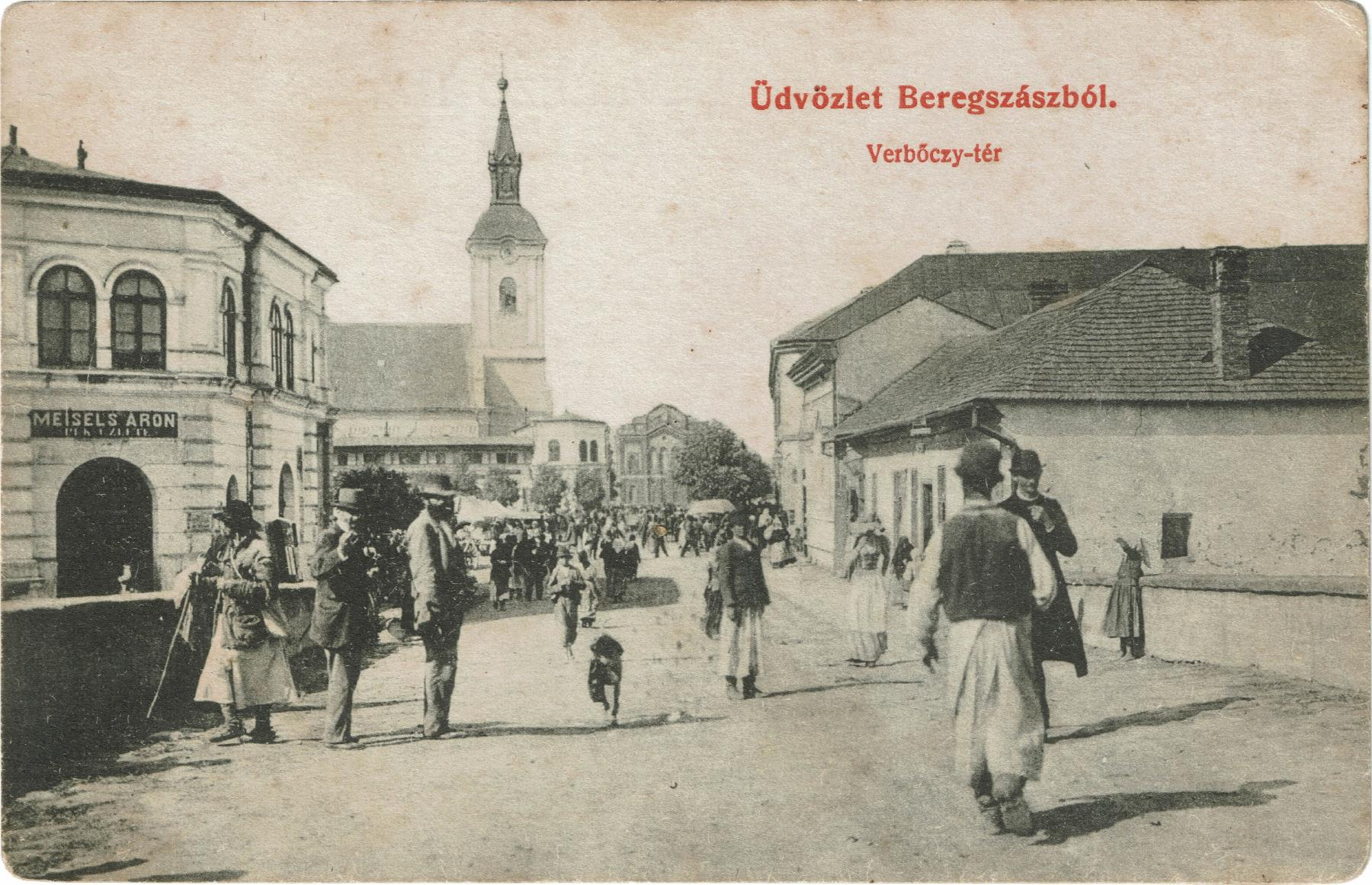
Střed města v roce 1909.

Během první světové války se v blízkosti sídla soustřeďovalo vojsko pro případný útok na území Ruskem okupované Haliče, nakonec ale došlo k prolomení fronty jinde a Berehovo se tak nestalo klíčovým místem bojů mezi Rakousko-Uherskem a Ruskem. Po podepsání míru mezi oběma stranami a vzniku Maďarské republiky rad bylo řízeno přímo z Budapešti.
Po Trianonské dohodě připadlo nově vzniklému Československu, a to i přesto, že v posledním rakousko-uherském sčítání lidu v roce 1910 se 96 % obyvatel tehdy dvanáctitisícového města přihlásilo k maďarské národnosti. Po nějakou dobu zde byla zrušena samospráva a město řídil pověřený správce; teprve až roku 1923 byla obnovena a vráceno zpět místní zastupitelstvo. Berehovo bylo v rámci Podkarpatské Rusi jedním z okresních měst.
Stejně jako do dalších měst tehdejší Podkarpatské Rusi, i do Berehova byly prováděny nezbytné investice. V meziválečné době zde bylo například zřízeno gymnázium, dále potom kino s kapacitou několika set míst. Vznikla řada rodinných domů a investováno bylo i do zdravotnictví. Místní nemocnice, která vznikla ještě za Rakousko-Uherska byla rozšířena a zmodernizována (patřila k nejhůře vybaveným na území tehdejší Podkarpatské Rusi). Rozvíjela se výroba keramiky (střešní krytiny a stavebních materiálů) a vinařství. Místní vinohrady patřily co do rozlohy mezi největší v tehdejším Československu. Postaveny zde byly také sklady a moderní jatka. Moderní hotel na území města již existoval (hotel Grand). Od roku 1928 začala jezdit do Berehova také pravidelná autobusová doprava. Z hlediska obyvatelstva však bylo město i nadále z velké části maďarské; v polovině 30. let 20. století zde žilo přes dvacet tisíc lidí, jen tři tisíce ale byly rusínské národnosti, zhruba stejný počet lidí se hlásil k národnosti české nebo slovenské. Nemalý byl také počet Židů. V Berehovu bylo dlouhou dobu přítomné jezdectvo československé armády.
Město také zasáhla i velká hospodářská krize, která se projevovala v celém tehdejším Československu. Roku 1933 byla místní cihelna, která zaměstnávala stovky lidí, nucena uzavřít své brány.
Na podzim roku 1938 došlo v souvislosti s Mnichovskou dohodou, kdy československá vláda odstoupila své západní pohraničí Německu, k napětí i v Berehovu. Již v Mnichově žádala maďarská delegace odstoupení Čopu a Berehova Maďarsku. Maďarská vláda žádala území jižního Slovenska i Podkarpatské Rusi. Došlo k násilnostem a na území berehovského okresu bylo vyhlášeno stanné právo. V polovině října 1938 docházelo k pronikání maďarských jednotek i do okolí města, docházelo ke střetům s československým vojskem. Nakonec v rámci tzv. první vídeňské arbitráže bylo město dne 2. listopadu 1938 odstoupeno s celým jihem Slovenska a Podkarpatské Rusi Maďarsku. Maďarská armáda sem dorazila oficiálně týden poté. Jednou z prvních věcí, kterou maďarská správa učinila, bylo omezení práv místních Židů.
V roce 1944 začaly v souvislosti s převratem v Maďarsku a nástupem strany Šípových kříže deportace místních Židů do vyhlazovacích táborů (holocaust). Byli shromážděni v ghettech, která se v Berehovu nacházela v zámecké cihelně a na Weiszově statku. Pro zachování klidu byla rozšířena zpráva, že budou odvezeni na nucenou práci do Kecskemétu. Jejich osud připomíná pamětní deska na zdi bývalé synagogy. Podle maďarského sčítání lidu z roku 1941 činilo židovské obyvatelstvo 30 % celkového počtu obyvatel.
Po válce bylo součástí SSSR. Dne 26. října 1944 vstoupil do Berehova 4. ukrajinský front Rudé armády. Město bylo (stejně jako celá bývalá Podkarpatská Rus) připojeno k SSSR a v rámci ní k ukrajinské SSR. Uzavřeno bylo maďarské gymnázium, nově v maďarském jazyce vyučovala pouze základní škola.[zdroj?] Místní maďarské obyvatelstvo bylo nasazeno k práci na obnově města, mnohdy ale i jinde na území SSSR pro potřeby rozsáhlejší obnovy zničené země (tzv. Málenkij robot). Po válce byla opravena za války zničená železniční trať, od roku 1946 bylo okresním městem. Oficiálně bylo později tzv. "městem regionálního významu", jedním ze sedmi v celé Zakarpatské oblasti. Vzniklo zde několik továren. Kolektivizace v zemědělství zcela zničila místní vinařskou tradici.[zdroj?] V rámci rozvoje některých oblastí SSSR byli někteří místní občané posláni pracovat v roce 1948 do oblasti Donbasu a v roce 1965 do Kazachstánu. V polovině 60. let 20. století mělo 27 500 obyvatel. Došlo k změně etnického složení obyvatelstva. Po válce kvůli holocaustu zcela zmizeli Židé, Berehovo navíc zůstalo jediným městem v Zakarpatské oblasti, které mělo ještě maďarskou etnickou většinu.
Nová vláda také využívala místní náboženské budovy k jiným, než původním účelům. V případě místní synagogy, ta sloužila nejprve jako slad a v závěru 60. let 20. století byla přestavěna na kulturní dům. Další židovské svatostánky využíval sovětský stát pro potřeby jiných organizací, např. armády.
Roku 1957 byla ke městu připojena nedaleká vesnice Buča (maďarsky Bulcsú).
Roku 1945 zde začaly být vydávány první místní noviny.
V roce 1991 se město stalo součástí nezávislé Ukrajiny. Do roku 2003 zde byl umístěn 315. motostřelecký pluk.

### 21. století
Dne 17. května 2001 byl obnoven statut Berehova jako okresního města. Ten den se slaví dodnes jako den města.
V únoru 2002 zde zkrachoval místní potravinářský podnik.
Vznik Berehovského okresu, který je na území Zakarpatské oblasti většinově maďarský, je vnímán jako ústupek ukrajinským nacionalistům[zdroj?] a budí obavu z možného boje místní menšiny za autonomii. Maďarsko se vyjadřuje k možným změnám jeho rozlohy nebo uspořádání. Od roku 2001 se zde nachází také maďarský konzulát, (původně jen jako honorární konzulát). V roce 2010 si zde otevřel europoslanec Béla Kovács za stranu Jobbik svoji poslaneckou kancelář, jedinou na území Ukrajiny.
V souvislosti s ruskou invazí na Ukrajinu v roce 2022 zde bylo v témže roce ještě přejmenováno 14 ulic v rámci procesu derusifikace.

## Obyvatelstvo

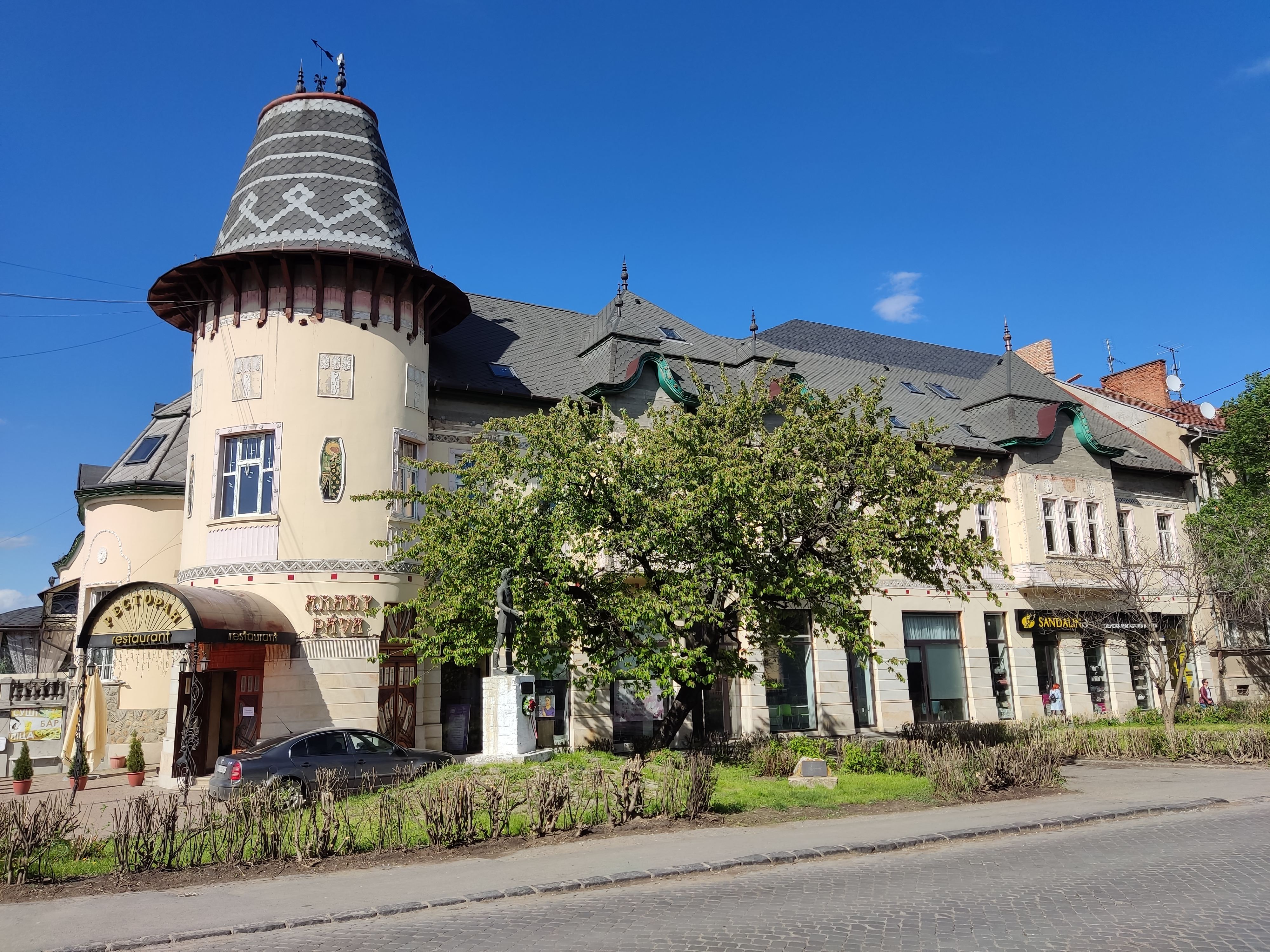
Dům ve stylu uherské secese.

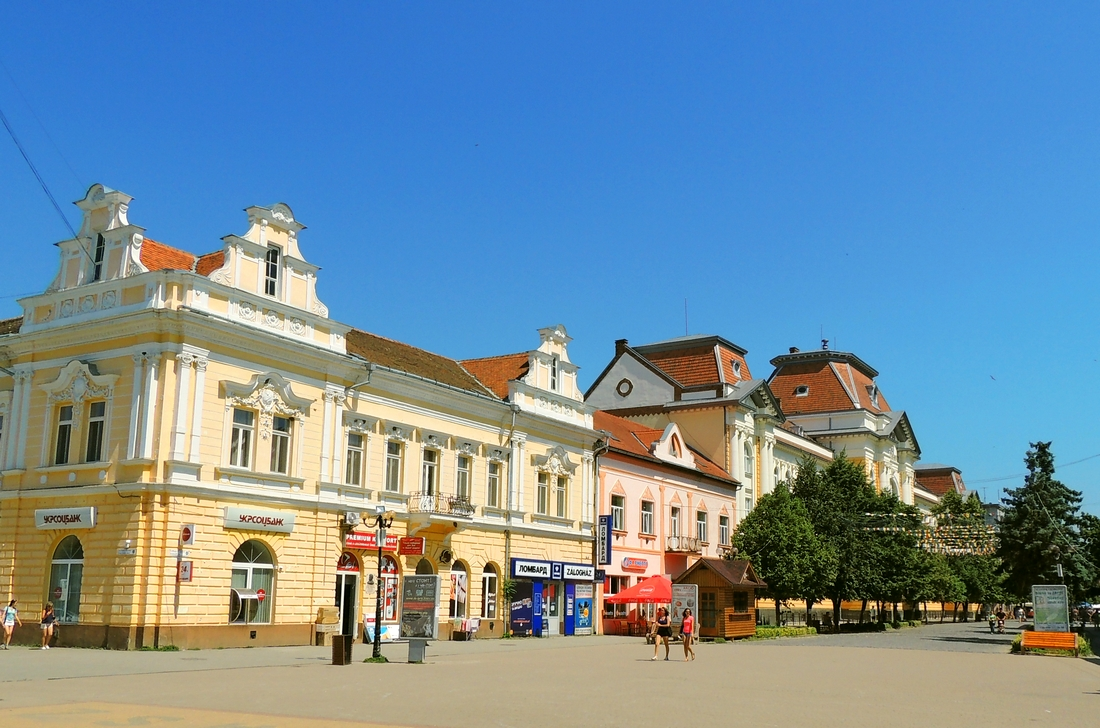
Střed města.

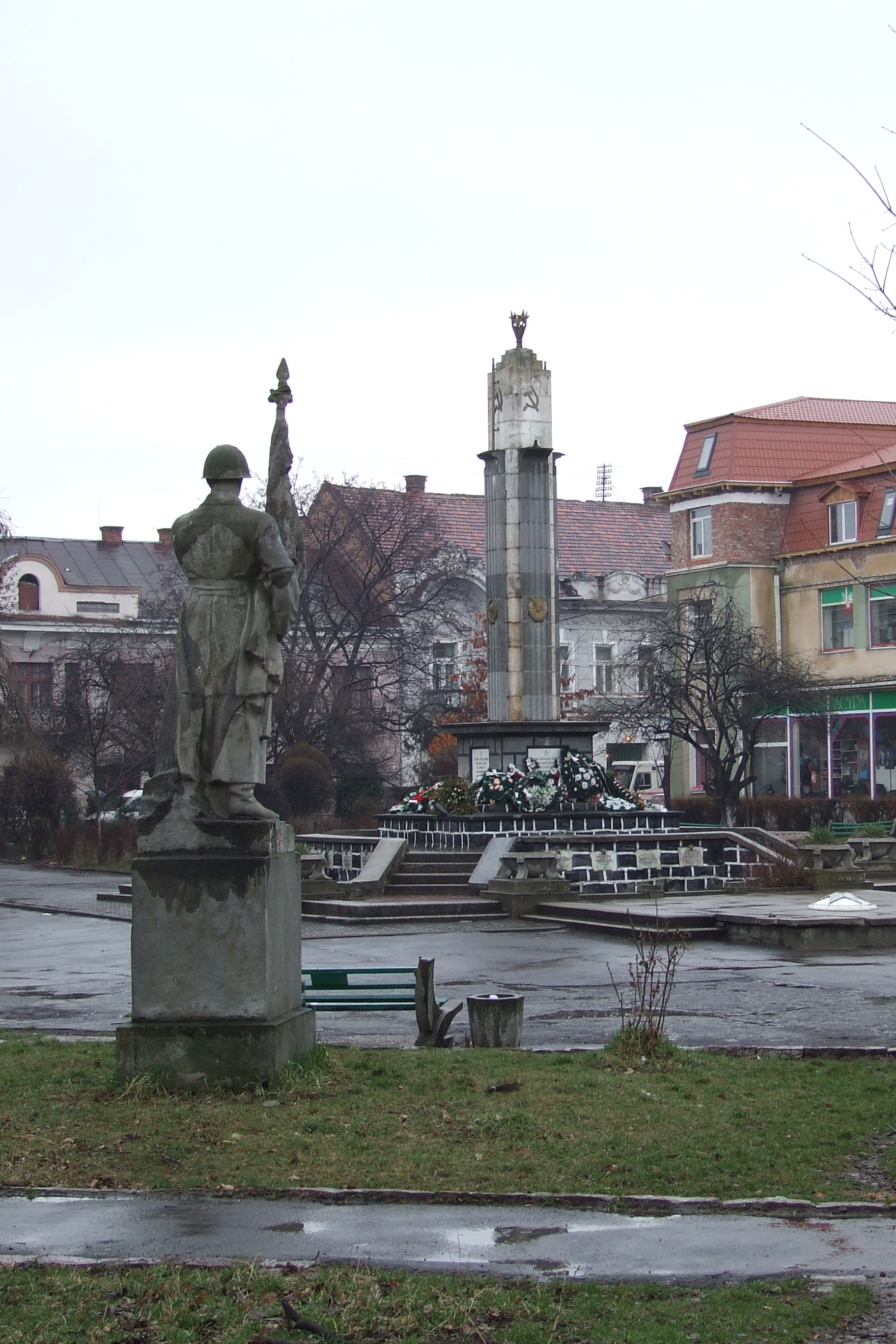
Sochy na náměstí hrdinů ve středu města.

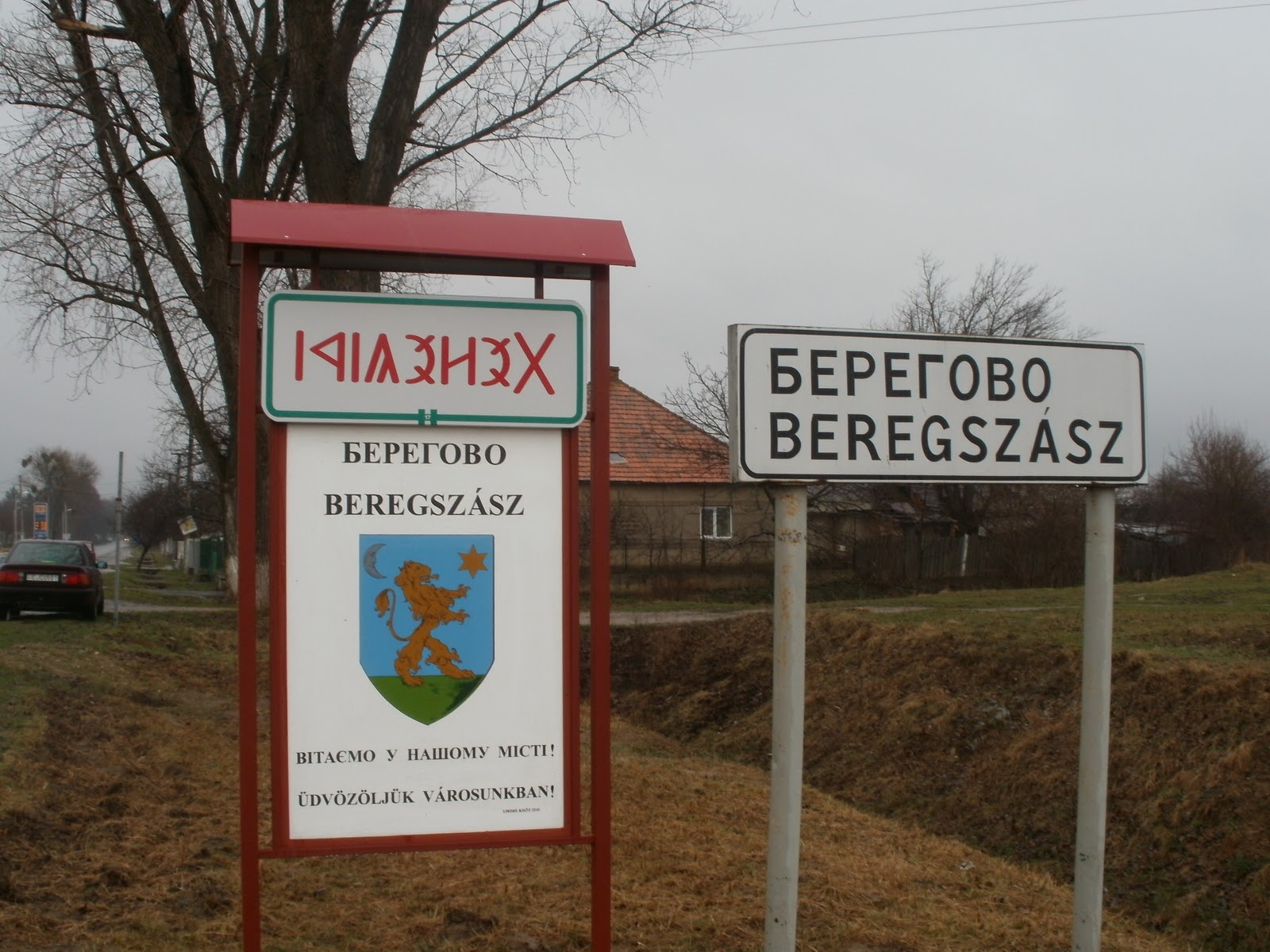
Hranice města v ukrajinském a maďarském jazyce a rovasu. Jedná se o historicky první ceduli s rovasem v Zakarpatské oblasti.

V roce 2004 mělo město 26 100 obyvatel z velké části maďarské národnosti, v roce 2001 zde žilo celkem 26 600 lidí, z toho 12 800 maďarské, 10 300 ukrajinské, 1 700 romské a 1 400 ruské národnosti. Skutečný podíl Romů (především Romů) však lze předpokládat, že bude pravděpodobně výrazně vyšší. Město je jedním z center maďarské menšiny na Zakarpatské Ukrajině.[zdroj?] Místní ulice nesou názvy do značné míře po významných maďarských osobnostech (např. Kossuthovo náměstí, ul. Ference Rákócziho apod.)
Do druhé světové války zde žila početná židovská menšina, která čítala až 30 % obyvatel města. V 90. letech 20. století se podíl maďarského obyvatelstva snížil pod 50 %.
Počet obyvatel města k 1. lednu 2019 činil 23 732 lidí. Maximální vrchol dosáhl počet obyvatel Berehova v roce 1992 (30 400 lidí) a od té doby pozvolna a mírně klesá.
V roce 2022 bylo rozhodnuto o rozšíření území města a připojení okolních vesnic k Berehovu. V roce 2022 žilo ve městě celkem 23 325 obyvatel.

## Kultura a zajímavosti

### Kulturní instituce
V centru města stojí městské, resp. regionální muzeum (ukrajinsky Музей Берегівщини). Vzniklo na základě soukromé sbírky Ference Horváta, od roku 1964 je samostatným muzeem a od roku 2002 existuje v současné podobě. Kromě toho se zde nachází v soukromém vinařství také muzeum vína.
V Berehovu rovněž existuje také dům kultury, který vznikl v období existence SSSR.
Maďarské národnostní skupině slouží Maďarské národní divadlo Gyuly Illése. Hlavní společenskou organizací maďarského obyvatelstva je kulturní spolek Beregvidék.

### Kulturní památky
Mezi významnější stavby patří například kostel Povýšení svatého kříže původem z 12. století, dále potom řeckokatolický kostel, který byl dokončen v roce 1825, reformovaný kostel v centru města, nebo soudní palác z počátku 20. století. Na Kossuthově náměstí stojí tzv. Velká synagoga a od centra se nachází tzv. Malá synagoga. První uvedená měla být vzhledem ke špatnému technickému stavu v roce 2022 rekonstruována. Dlouhodobě v ní sídlí městská knihovna. Dále se zde nachází Bethlenův palác zbudovaný v barokním stylu. Mezi další významné stavby potom patří Kubovičův palác a Mejhešův palác (oba stojí na Tinodyho ulici). Celkem stojí v Berehovu 11 kulturních památek celonárodního významu a 15 památek regionálního významu.

### Sochy a památníky
- Památník obětem holocaustu
- Socha Sándora Petőfiho[36]

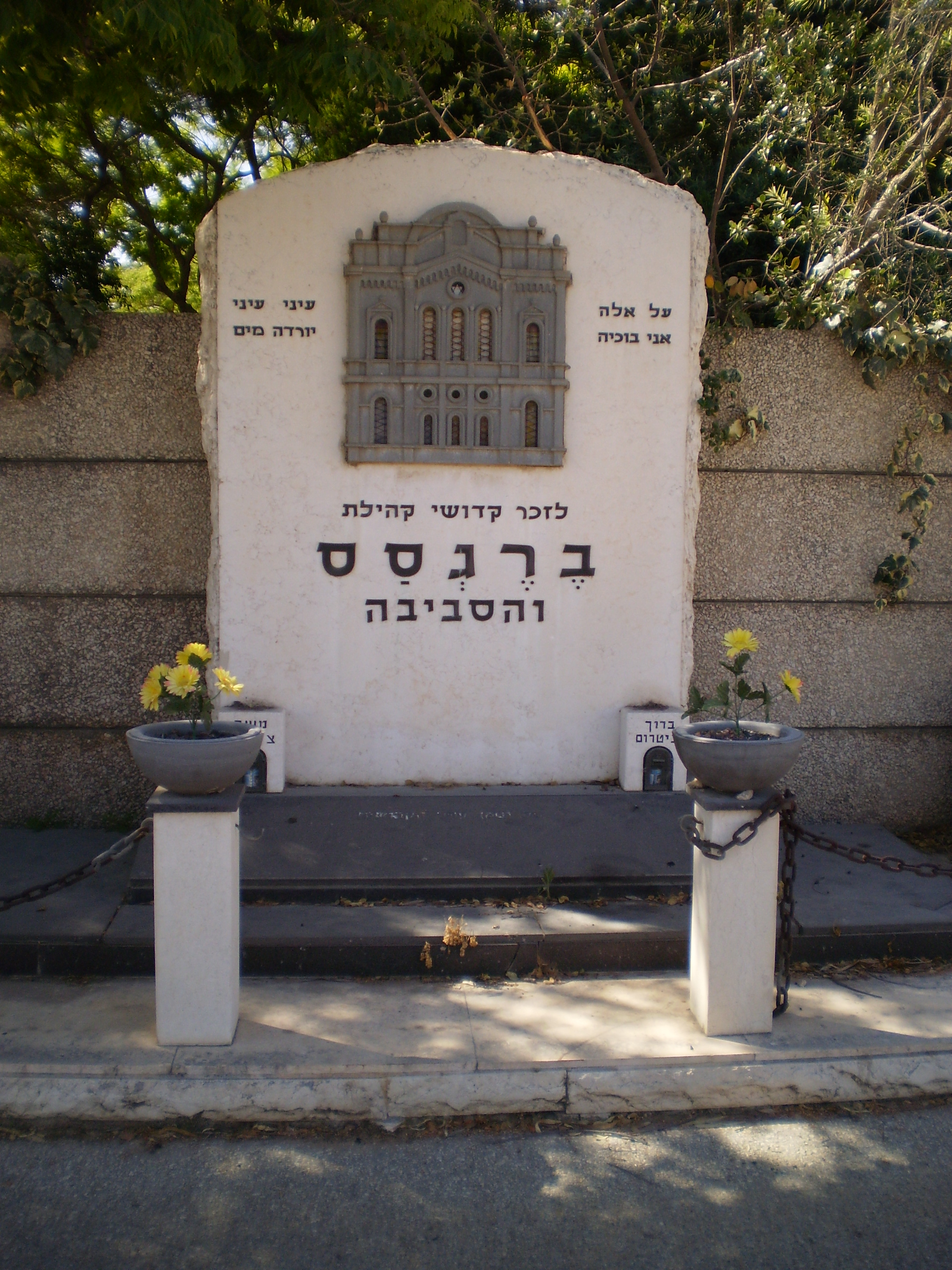
Památník obětem holocaustu

- V roce 2018 byla v Berehově odhalena socha Sári Fedákové[37]

## Ekonomika
Průmyslová zóna se nachází v blízkosti hlavního nádraží. Mezi průmyslové podniky, které zaměstnávají místní, patří např. továrna na konzervy, v blízkosti nádraží se také nachází továrna na výrobu radiových přijímačů (ukrajinsky радиозавод).
V okolí jsou stáčeny léčivé minerální vody, které jsou známé díky své slané chuti.

## Doprava
Městem prochází železniční trať železniční trať Baťovo – Královo nad Tisou, na kterou je napojena jedna z větví úzkokolejné (rozchod 750 mm) Boržavské hospodářské dráhy (ukrajinsky Боржавська вузькоколійна залізниця). Ty se odpojují u místního nádraží a směřují směrem na severovýchod do kopců Karpat.
Město má jednu hlavní železniční stanici a dále zastávku Berehovo-Male na zmíněné jednokolejce.
Silniční doprava je zastoupena dálničními silnicemi E58 a E81. Komunikace procházejí samotným středem města. Berehovo nemá napojení na dálniční síť Ukrajiny ani na síť větších (magistrálních) komunikací.

## Školství
V Berehovu se nachází celá řada vzdělávacích institucí a škol. Stojí zde např. Podkarpatská maďarská vysoká škola Františka II. Rákócziho, Zdravotnická škola, Lyceum Tamáse Eszeho, Vysoká škola Gábora Bethlena, dále 9 středních škol, z nichž jedno je gymnázium.

## Zdravotnictví
Ve východní části Berehova se nachází Okresní nemocnice.

## Sport a rekreace
Ve městě existuje fotbalový klub, sportovní škola pro děti a mládež a fotbalový stadion. Existují zde rovněž i dva lázeňské komplexy, které těží z přítomnosti léčivých vod.
V Berehovu se nachází termální koupaliště s velkým plaveckým bazénem. Umístěné je na východním okraji města.[zdroj?] Mimo jiné se ve středu města nachází také krytý bazén.

## Známé osobnosti
- Andrea Bocskorová (* 1978), maďarská poslankyně Evropského parlamentu za Fidesz
- Sári Fedák (1879–1955), maďarská zpěvačka
- Gabriella Gerzsenyi (* 1977), maďarská spisovatelka, poslankyně Evropského parlamentu za TISZA
- Viktor Győző (1864–1945), maďarský šachista
- Rudolf Kalčík (1923–1980), český středoškolský učitel, spisovatel, redaktor a filmový scenárista
- Erzsébet Osvát (1913–1991), maďarská spisovatelka a básnířka, zaměřená na literaturu pro děti a mládež
- Piroska Reichardová (1884–1943), maďarská básnířka a překladatelka
- Zdeněk Řeháček (1925– 2002), český biolog a mikrobiolog
- Aranka Siegal (* 1930), americká spisovatelka
- Zorka Soukupová (1922–1981), česká akademická sochařka, etnografka, muzejnice, metodička a autorka odborných publikací
- Věra Trnková (1934–2018), česká matematička
- V Berehovu žili rodiče amerického ekonoma Miltona Friedmana

## Partnerská města
Berehovo uzavřelo partnerství s následujícími městy:
- Kecskemét a Zalaegerszeg, Maďarsko
- Kráľovský Chlmec, Slovensko[40]
- Przeworsk, Polsko
- Satu Mare a Miercurea Ciuc, Rumunsko